# الموت في تكساس (فلم 2021)
الموت في تكساس (بالإنجليزية: Death in Texas) فيلم أكشن، درامي أمريكي لعام 2021 من تأليف وإخراج سكوت ويندهاوزر وبطولة روني جين بليفينز وبروس ديرن ولارا فلين بويل وستيفن لانغ. يتابع الفيلم بيلي ووكر بعد الخروج من السجن، والعودة إلى إل باسو ليجد والدته تحتضر بسبب الفشل الكبدي، ولكنها تحتل المرتبة الأولى في قائمة الزرع. ومع ذلك، يجد خيارات أخرى أكثر قتامة. صدر الفيلم في الولايات المتحدة بتاريخ 4 يونيو 2021.

## طاقم التمثيل
- روني جين بليفينز: في دور بيلي
- لارا فلين بويل: في دور جريس اندروز
- ستيفن لانج: في دور جون
- بروس ديرن: في دور رينولدز
- جون أشتون: في دور آشر
- وليام شوكلي: في دور تكس مايرز
- سام دالي: في دور دكتور بيركنز
- كريج نيغ: في دور تود
- شير كوزنسا: في دور جينيفر
- نيلا كانتو: في دور الممرضة ماريا
- ديفيد ديلاو: في دور شرطي مسرح الجريمة
- فيرونيكا بيرجس: في دور سارة جين
- مايك فوي: في دور تايلر
- بالاشتراك مع: ألين جيلمر - براندون مينشين - دانيال ستيفن جونزاليس - جايسون ماندل - مورجان ريدموند - جيري والكر - ريجينا كوزنسا - كلارك هاريس - روكو رييس - بورشا كوزنسا - جون إي كانو[5]

## أحداث الفيلم
تبدأ الأحداث بالسجين بيلي (روني جين بليفينز) أثناء محادثته من لجنة الأفراج، حيث يسأله أحدهم: «هناك شر حقيقي في العالم يا أمي، شر صافي، رأيته.. هل كتبت هذه الرسالة يا بيلي؟»، ويستمر الحوار لحين دخول الشرطية سارة جين (فيرونيكا بيرجس)، وتهمس لأعضاء اللجنة، ويتم إطلاق سراح بيلي. يعود بيلي لبيت والدته جريس اندروز (لارا فلين بويل) التي تعاني من فشل كبدي، وهي على قائمة إنتظار جراحة زرع الكبد، كما أنها تعاني من صديقها المسيء، الذي يهجرها بسبب ولدها الخارج لتوه من السجن. يفشل بيلي في الحصول على عمل، ويلتقي في البار المحلى بصديقه القديم تايلر (مايك فوي) الذي يعمل في توزيع المخدرات، وهو يتحدث إلى عاملة البار جينيفر (شير كوزنسا). يرفض تايلر عرض وظيفة على بيلي مما يدفع بيلي لسرقة بيت تايلر، الذي يفاجئه أثناء السرقة، وتحدث مشاجرة يطلق أثنائها بيلي النار على تايلر ويرديه قتيلاً، ويفر بما وجده من مال. تنقل جريس إلى المستشفى لتدهور حالتها، وهناك تلتقي بالممرض جون المسن الذي يتجاوب معها في حوارات رومانسية. يعرف الثري وزعيم عصابة الإتجار بالمخدرات، رينولدز (بروس ديرن)، بمقتل تايلر، ويأمر رجاله بالبحث عن الفاعل، وأيضا يستدعي الشرطي الفاسد آشر (جون أشتون) ويأمره بالقبض على الفاعل، وتسليمه إياه. تتوطد العلاقة بين المريضة جريس، وممرضها جون، بينما يتورط بيلي في معركة مع عضو في عصابة تايلر، ويطلق عليه الرصاص، ويستولى على ما كان عنده من مال، كما يسمع أصوات استغاثات خلف باب في بيت العضو المقتول. يلتقي بيلي بجينيفر في البار، ومع الحوار تكتشف انه خرج من السجن قريباً، ولا يجد ذلك قبولاً عندها مما يدعو بيلي للرحيل. يذهب بيلي للطبيب المعالج لوالدته، ويعرف ان جراحة زراعة الكبد يمكنها أن تتم بدفع مبلغ ضخم، وبطريقة غير نظامية، وفي غرفة جريس بالمستشفى، يبشر بيلي والدته بإحتمال زرع كبد لها قريباً، ويدخل الممرض جون ليكشف هو، وبيلي سراً لم تكن جريس تعرفه. كان بيلي قد سجن لمدة سبع سنوات لقتله شاباً كان يضرب والدته جريس، ويكتشف الجميع الآن ان هناك عامل مشترك بين جون وبيلي، والعامل المشترك هو الشاب الذي قتله بيلي منذ سنوات، انه ابن جون. تعود الذاكرة بجون لنعرف انه كان طبيباً، وتحطمت وظيفته، وحياته الأسرية بسبب مقتل ولده على يد بيلي.
تستمر مطاردة العصابة لبيلي حتى يقع في اسرهم، ويواجه الزعيم رينولدز، ويخضع للتعذيب لإعادة المال المسروق. ينجح بيلي في الفرار، وهو عازم على شفاء والدته قبل أن يقع في يد العصابة مرة أخرى. يلتقي بيلي بجون، ويتمكن من إبرام اتفاق معه يشمل نقل كبده لوالدته، وهذا يعني موت بيلي، الذي يترك لجريس رسالته الأخيرة. تقرأ الأم كلمات ولدها الأخيرة بعد نجاح الجراحة ومصاحبتها لجون إلى خارج المستشفى: «هناك شر حقيقي في العالم يا أمي، شر صافي، رأيته، يتبع الرجال أمثالي، لذا، كان علي الذهاب، لست واثق أين سأصل، لكن رجاء اعرفي أنني أغادر هنا بشعور سلمي، اؤمن بالخير. أنا فقط لم أسلك ذلك الطريق، اؤمن بكِ، أومن بجون، وأعتقد سنكون سوية ثانية يوماً ما، في وقت ومكان آخر، دائماً معكِ... بيلي».

## الإنتاج والإصدار
تم تصوير الفيلم في إل باسو، بولاية تكساس، وفي لاس كروسيس، بولاية نيو مكسيكو بالولايات المتحدة، من أكتوبر إلى نوفمبر 2019.
عُرض الفيلم لأول مرة في مهرجان روكبورت السينمائي الرابع عشر Rockport, Texas في روكبورت، بولاية تكساس في نوفمبر 2020.

## استقبال الفيلم
منح موقع الطماطم الفاسدة الفيلم تقييماً مقداره 17% بناءاً على آراء 6 نقاد.
كتب برايان أورندورف على موقع بلوراي: «لمدة ساعة، يتم التعامل مع المشاهدين بمناقشة هادفة حول الخسارة والأذى، واستكشاف الماضي المظلم والمخاوف المستقبلية. ينتهي كل هذا الخير في النهاية، ويحل محله الفهم التقليدي للخير مقابل الشر، ويكتمل بمواجهة على النمط الغربي. لا ينهار فيلم» الموت في تكساس«، بل يصبح فقط نفس العمل القديم حول عنف العصابات والروابط الخفية»، ومنح الفيلم تقييماً مقداره 10/7.
كتب موقع جي بي سبينز: «الموت في تكساس ليس فظيعًا، لكنه لا ينجح أبدًا. ومع ذلك، فإنه يوفر تذكيرًا في الوقت المناسب بمدى خطورة المنطقة الحدودية (الآن أكثر من أي وقت مضى)، ولكن لا يوجد ما يكفي من التشويق».
كتب مارك دوجسيك على موقع مارك يراجع الأفلام: «سلسلة من المصادفات، والخدع، والخطط السيئة تتفوق على احتمالية أن يكون الموت في تكساس حول شخصياته. هناك الكثير من الألم والحزن والأسف وعدم اليقين في هذه القصة - بعضها واضح والبعض الآخر مخفي للأسف وبشكل مصطنع»، ومنح الفيلم نجمة ونصف من أصل أربعة نجوم.

## روابط خارجية
- الموت في تكساس على موقع IMDb (الإنجليزية)
- الموت في تكساس على موقع قاعدة بيانات الفيلم (الإنجليزية)
- الموت في تكساس على موقع ليتربوكسد (الإنجليزية)
- الموت في تكساس على موقع كينوبويسك (الروسية)